# Izrael miniszterelnöke
Izrael miniszterelnöke (héberül: רֹאשׁ הַמֶּמְשָׁלָה, latin betűkkel: Ros haMemsala, szó szerint „kormányfő”, héber mozaikszó :רה״מ arabul: رئيس الحكومة   , Ra'īs al-Ḥukuma ) Izrael állam kormányfője .
Izrael egy köztársaság, amelynek államfője az elnök. Az elnök jogköre azonban nagyrészt ceremoniális; a miniszterelnöké a végrehajtó hatalom. A miniszterelnök hivatalos rezidenciája, Bet Agion Jeruzsálemben található. Benjámín Netanjáhú (Likud) 2022. december 29-én lett a tizenötödik miniszterelnöke (az ügyvivők kivételével).
A választásokat követően az elnök a Kneszet egy tagját jelöli miniszterelnöknek, miután megkérdezte a párt vezetőit, kit támogatnak a poszt betöltésében. Az elnök által megnevezett első jelöltnek 28 napja van arra, hogy életképes koalíciót hozzon létre. Ezután kormányzati platformot mutat be, és a Kneszet bizalmi szavazatát kell kapnia ahhoz, hogy miniszterelnök legyen. A gyakorlatban a miniszterelnök általában a kormánykoalíció legnagyobb pártjának vezetője. 1996 és 2001 között a miniszterelnököt közvetlenül választották, a Kneszettől függetlenül.
A parlamentáris köztársaságok legtöbb miniszterelnökével ellentétben a miniszterelnök de jure és de facto vezérigazgató is. Izrael alaptörvényei ugyanis kifejezetten a végrehajtó hatalmat ruházzák a kormányra, amelynek a miniszterelnök a vezetője.

## Történelem
A miniszterelnöki hivatal 1948. május 14-én, Izrael Állam létrehozásáról szóló Nyilatkozat napján jött létre, amikor az ideiglenes kormány megalakult. David Ben-Gurion, a Mapaj vezetője és a Jewish Agency vezetője, lett Izrael első miniszterelnöke. A pozíció 1949. március 8-án, az első kormány megalakulásakor vált állandóvá. Ben-Gurion 1953 végéig megőrizte szerepét, amikor lemondott, hogy Sde Boker kibucában telepedett le. Moshe Sharett váltotta. Ben-Gurion azonban alig két év múlva visszatért, hogy visszaszerezze pozícióját. 1963-ban másodszor is lemondott, elszakadva Mapajtól és megalakította a Rafit. Levi Eskol vette át a Mapaj élét és a miniszterelnöki posztot. Ő lett az első miniszterelnök, aki két párt zászlaja alatt állt az ország élén, amikor Mapaj 1965-ben megalakította az Ahdut HaAvodával az Egyesülést. 1968-ban ő lett az egyetlen pártvezető, aki abszolút többséget szerzett a Knesszetben, miután Mapam és Rafi beolvadt az Alignmentbe, így 63 mandátumot szerzett a 120 fős Knesszetben.
1969. február 26-án Eskol lett az első miniszterelnök, aki hivatalában halt meg. Ideiglenesen Jigal Allón váltotta fel, akinek megbízatása kevesebb mint egy hónapig tartott, mivel a párt 1969 márciusában rávette Golda Meirt, hogy térjen vissza a politikai életbe, és legyen miniszterelnök. Meir volt Izrael első női miniszterelnöke, és a harmadik a világon (Sirimavo Bandaranaike és Indira Gandhi után).
Meir 1974-ben lemondott, miután az Agranat Bizottság közzétette a jom kippuri háborúval kapcsolatos megállapításait, noha az felmentette őt a hibája alól. Jichák Rabin vette át az irányítást, bár ő is lemondott a nyolcadik Kneszet mandátumának vége felé egy sor botrány után. Ezek közé tartozik Avraham Ofer lakásügyi miniszter öngyilkossága, miután a rendőrség nyomozni kezdett a pártpénzek illegális felhasználásával kapcsolatos vádak miatt, valamint Aser Jadlin (az Izrael jegybank kormányzójelöltje) ügyében, akit öt év börtönbüntetésre ítéltek azért mert kenőpénzt fogadott el. Rabin feleségéről, Leáról is kiderült, hogy volt egy tengerentúli bankszámlája, ami akkoriban illegális volt Izraelben.
Menachem Begin lett az első jobboldali miniszterelnök, amikor Likudja megnyerte az 1977-es választásokat, és megtartotta posztját az 1981-es választásokon. 1983-ban egészségügyi okokból lemondott, és átadta a gyeplőt Jichák Sámírnak.
Miután az 1984-es választások nem bizonyultak meggyőzőnek, mivel sem az Alignment, sem a Likud nem tudott kormányt alakítani, nemzeti egységkormány alakult rotációs miniszterelnökséggel – Simón Peresz vette át az első két évet, és Samir váltotta fel a kneszeti ciklus felénél. Bár az 1988-as választások újabb nemzeti egységkormányt hoztak létre, Samir egyedül vállalhatta a szerepet. Peresz 1990-ben sikertelenül próbálkozott baloldali kormány megalakításával, de kudarcot vallott, így Samir 1992-ig hatalmon maradt. Rabin másodszor lett miniszterelnök, amikor az 1992-es választásokon győzelemre vezette a Munkáspártot. 1995. november 4-i meggyilkolása után Peresz vette át a miniszterelnöki posztot.

### Közvetlen választás
A tizenharmadik Knesszet (1992–1996) során úgy döntöttek, hogy az amerikai elnökválasztás mintájára külön szavazást tartanak a miniszterelnöki tisztségért. Ezt a rendszert részben azért vezették be, mert az izraeli választási rendszer szinte lehetetlenné teszi, hogy az egyik párt megszerezze a többséget. Míg csak két párt – a Mapaj/Munkáspárt és a Likud – vezetett valaha kormányt, a tipikus Knesszetben lévő pártok vagy frakciók nagy száma általában megakadályozza, hogy az egyik párt megszerezze a többséghez szükséges 61 helyet.
1996-ban, amikor az első ilyen választásra sor került, az eredmény Benjámín Netanjáhú meglepetésszerű győzelme volt, miután a választási felmérések Peresz győztesét jósolták. Az ugyanekkor tartott kneszeti választáson azonban a Munkáspárt több szavazatot szerzett, mint bármely más párt (27%). Így Netanjahunak elméleti hatalmi pozíciója ellenére szüksége volt a vallási pártok támogatására, hogy életképes kormányt alakítson ki.
Netanjahu végül nem tudta összetartani a kormányt, és 1999-ben előrehozott miniszterelnök-választást és Kneszet-választást is kiírtak. Bár öt jelölt szándékozott indulni, a három kisebb párt képviselője (Benny Begin a Herut – A Nemzeti Mozgalomból, Azmi Bishara aBaladból és Jichak Mordechai a középpárti képviselők közül) a választás napja előtt kiesett, Ehud Barak pedig legyőzte Netanjahut a választáson. Az új rendszer azonban ismét kudarcot vallott; bár Barak Egy Izrael szövetsége (a Munkáspárt, a Geser és a Meimad szövetsége ) több szavazatot szerzett, mint bármely más párt a knesszeti választásokon, csak 26 mandátumot szereztek, ami a valaha volt legalacsonyabb egy győztes párt vagy szövetség által. Baraknak hat kisebb párttal kellett koalíciót kötnie a kormányalakításhoz.
2001 elején Barak lemondott az al-Aksza intifáda kitörése után. A kormányt azonban nem buktatták meg, csak miniszterelnök-választásra volt szükség. Magán a választáson a Likud képviselője, Ariel Sharon kényelmesen legyőzte Barakot, megszerezve a szavazatok 62,4%-át. Mivel azonban a Likudnak csak 21 mandátuma volt a Knesszetben, Sharonnak nemzeti egységkormányt kellett alakítania. Sharon győzelmét követően úgy döntöttek, megszüntetik a külön miniszterelnök-választást, és visszatérnek a korábbi rendszerhez.

### 2003-tól
A 2003-as választások ugyanúgy zajlottak, mint 1996 előtt. A Likud 38 mandátumot szerzett, ami több mint egy évtizede a legmagasabb egy párt által szerzett mandátum, és a párt vezetőjeként Saront megfelelően kinevezték miniszterelnöknek. Mandátuma vége felé azonban, és nagyrészt a Likudon belüli mély megosztottság miatt Izrael egyoldalú kiválási terve miatt, Saron kivált pártjából, és megalakította a Kadimát, meg tudta őrizni miniszterelnöki pozícióját, és ő lett az első olyan miniszterelnök, aki nem volt tagja sem a Munkáspártnak, sem a Likudnak (vagy elődeiknek). Azonban 2006 januárjában, a választási szezon kellős közepén agyvérzést kapott, ami miatt Ehud Olmert megbízott miniszterelnök lett a választásokat megelőző hetekben. A kabinet közvetlenül a 2006-os választások után választotta meg ideiglenes miniszterelnöknek, amikor Saron elérte a 100 napos cselekvőképtelenséget. Így ő lett Izrael harmadik ideiglenes miniszterelnöke, mindössze néhány nappal azelőtt, hogy Izrael hivatalos miniszterelnökeként megalakította volna saját új kormányát.
2008-ban a korrupciós vádak és saját pártja kihívásai közepette Olmert lemondott. Utódja, Cipi Livni azonban nem tudott koalíciós kormányt alakítani. A következő évi választásokon, míg Kadima szerezte meg a legtöbb mandátumot, a Likud vezetője, Benjamin Netanjahu kapott kormányalakítási feladatot. Megtehette, így megkezdte második ciklusát Izrael miniszterelnökeként.
A 2013-as választásokon a Likud Yisrael Beiteinu szövetség jelent meg a legnagyobb frakcióként. A koalíció létrehozása után Netanjahu megszerezte harmadik miniszterelnöki posztját. 2015 -ben Netanjahunak sikerült hatalmon maradnia. A koalíciós tagjaival fennálló többszörös nézeteltérés vezetett a 2019–2021-es izraeli politikai válsághoz.
2021-ben Naftali Bennett lett a miniszterelnök. 2022-ben koalíciós partnere, Jair Lapid követte őt.

## Az utódlás rendje
Ha a miniszterelnök meghal hivatalában, a kabinet ideiglenes miniszterelnököt választ, aki az új kormány hivatalba lépéséig vezeti a kormányt. Levi Eskol halála után Jigal Allon volt az ideiglenes miniszterelnök, csakúgy, mint Simon Peres Jichak Rabin meggyilkolása után.
Az izraeli törvények szerint, ha egy miniszterelnök átmenetileg cselekvőképtelenné válik, nem pedig meghal (ahogy az Ariel Saron 2006 eleji agyvérzése után történt), a hatalom az ügyvezető miniszterelnökre száll át, amíg a miniszterelnök meg nem gyógyul ( Ehud Olmert vette át az irányítást Sharontól) legfeljebb 100 napig. Ha a miniszterelnököt tartósan cselekvőképtelenné nyilvánítják, vagy ez az időszak lejár, akkor az izraeli elnök felügyeli az új kormánykoalíció összeállításának folyamatát, addig pedig a megbízott miniszterelnököt vagy más hivatalban lévő minisztert a kabinet nevezi ki ideiglenes miniszterelnöknek.
Saron esetében a választásokat a kómája kezdetétől számított 100 napon belül már meg kellett volna tartani; így a választások utáni koalícióépítési folyamat megelőzte az új miniszterelnök kiválasztására vonatkozó sürgősségi rendelkezéseket. Mindazonáltal Olmert 2006. április 16-án, a választások után nevezték ki ideiglenes miniszterelnöknek, néhány nappal azelőtt, hogy 2006. május 4-én kormányt alakított, és hivatalos miniszterelnök lett.

### Megbízott miniszterelnök, miniszterelnök-helyettes és alminiszterelnök
A megbízott miniszterelnöki poszton kívül vannak miniszterelnök-helyettesek és alminiszterelnökök is.

### ideiglenes miniszterelnök
Az ideiglenes miniszterelnök (héberül: ראש הממשלה בפועל , Ros haMemsala baFoal lit. „de facto miniszterelnököt”) a kormány nevezi ki, ha a hivatalban lévő tisztviselő elhunyt vagy tartósan cselekvőképtelen, vagy ha megbízatása büntetőjogi ítélet miatt szűnt meg.

## Fordítás
Ez a szócikk részben vagy egészben a Prime Minister of Israel című angol Wikipédia-szócikk ezen változatának fordításán alapul.  Az eredeti cikk szerkesztőit annak laptörténete sorolja fel. Ez a jelzés csupán a megfogalmazás eredetét és a szerzői jogokat jelzi, nem szolgál a cikkben szereplő információk forrásmegjelöléseként.